# Kittendorf
Kittendorf ist eine Gemeinde im Landkreis Mecklenburgische Seenplatte in Mecklenburg-Vorpommern (Deutschland). Sie gehört dem Amt Stavenhagen an, das seinen Verwaltungssitz in der Reuterstadt Stavenhagen hat.

## Geografie und Verkehr
Die Gemeinde Kittendorf liegt zwischen der Mecklenburgischen Schweiz und dem Tollensesee. Der Ort gab der Kittendorfer Peene, einem rechten, 23 Kilometer langen Nebenfluss der Ostpeene, ihren Namen. Der Ortsteil Clausdorf liegt am etwa 200 Hektar umfassenden Großen Varchentiner See. Die Stadt Stavenhagen ist 8 Kilometer, Waren (Müritz) 22 Kilometer von Kittendorf entfernt. Die Bundesstraße 194 von Stavenhagen nach Waren (Müritz) führt durch Kittendorf; der nächste Bahnhof befindet sich in Stavenhagen (Strecke Neubrandenburg–Güstrow).

## Ortsgliederung
Zur Gemeinde gehören die Ortsteile
- Bauernreihe
- Clausdorf
- Kittendorf
- Mittelhof
- Oevelgünde

## Geschichte
Kittendorf gehörte nach der Gründung (vor 1250) zum grundherrschaftlichen Besitz des Geschlechtes von Voß und ab 1300 auch dem Geschlecht der Breydes. Diese stammten aus Holstein und kamen im Zuge der deutschen Ostkolonisation in die Gegend. Seit Anfang des 17. Jahrhunderts waren die Maltzahn mit dem Besitz belehnt, mussten jedoch während des Dreißigjährigen Krieges das Gut aufgeben. Im Jahre 1690 kam das Gut an die Familie von Blücher und 1751 an die von Oertzen, die im 19. Jahrhundert aus Kittendorf, Mittelhof und Oevelgünde einen Fideikommiss errichteten. Die Familie von Oertzen wurde im Zuge der Bodenreform in der Sowjetischen Besatzungszone ab 1945 enteignet.
Am 1. Januar 1951 wurde die bisher eigenständige Gemeinde Clausdorf eingegliedert.
Das alte Gutshaus Kittendorf und die umliegenden Wirtschaftsgebäude der Gutsanlage hatten zu DDR-Zeiten in der Bausubstanz gelitten. Im Jahre 1999 ließ die Treuhand Liegenschaftsgesellschaft (TLG), ein Immobilienunternehmen der Bundesrepublik Deutschland, im Rahmen eines groß angelegten sogenannten „Schandflecken-Beräumungs-Programms“ die Reste des historischen Gebäudeensembles abreißen. Kittendorf verlor durch diese Vernichtung von insgesamt zwölf historischen Bauten seine ursprüngliche Ansicht als gewachsenes Gutsdorf. Diese vorsätzliche Zerstörung zahlreicher kulturell wertvoller Gebäude wurde in einem öffentlichen Appell (Kittendorfer Appell) scharf kritisiert.

## Politik

### Gemeindevertretung und Bürgermeister
Der Gemeinderat besteht (inkl. Bürgermeister) aus sieben Mitgliedern. Die Wahl zum Gemeinderat am 26. Mai 2019 hatte folgende Ergebnisse:
| Partei/Bewerber               | Prozent | Sitze |
| ----------------------------- | ------- | ----- |
| Wählergemeinschaft Kittendorf | 100,00  | 6     |

Bürgermeister der Gemeinde ist Thomas May, er wurde mit 86,27 % der Stimmen gewählt.

### Wappen, Flagge, Dienstsiegel
Die Gemeinde verfügt über kein amtlich genehmigtes Hoheitszeichen, weder Wappen noch Flagge. Als Dienstsiegel wird das kleine Landessiegel mit dem Wappenbild des Landesteils Mecklenburg geführt. Es zeigt einen hersehenden Stierkopf mit abgerissenem Halsfell und Krone und der Umschrift „GEMEINDE KITTENDORF • LANDKREIS MECKLENBURGISCHE SEENPLATTE“.

## Sehenswürdigkeiten
- Das Schloss Kittendorf wurde von 1848 bis 1853 nach Plänen von Friedrich Hitzig im Tudorstil errichtet. Der anschließende, weitläufige englische Landschaftspark wurde von Peter Joseph Lenné entworfen. Nach umfangreicher Rekonstruktion ist das große Herrenhaus seit 1995 ein Hotel.
- Die Dorfkirche Kittendorf ist ein frühgotischer Feldsteinbau aus der Zeit um 1250, mit der ältesten Kirchenglocke (aus dem Jahr 1288) in Mecklenburg-Vorpommern.
- Das Pfarrhaus ist ein Fachwerkbau mit historischer Holztür.
- Die Wassermühle Kittendorf arbeitete noch bis nach 1945 und steht derzeit leer.
- Das Gasthaus Nörenberg ist ein Backsteinbau mit abwechselnd gelb-roter Mauerung.
- Der slawische Burgwall Clausdorf ist eine Wallburg mit einem Durchmesser von 70 bis 80 Metern.
- In Kittendorf befindet sich eine Lysimeterstation, die vom Staatlichen Amt für Landwirtschaft und Umwelt Mecklenburgische Seenplatte (Neubrandenburg) unterhalten wird.
- "Uns Heimaturt" Findling in der Bauernreihe

Galerie
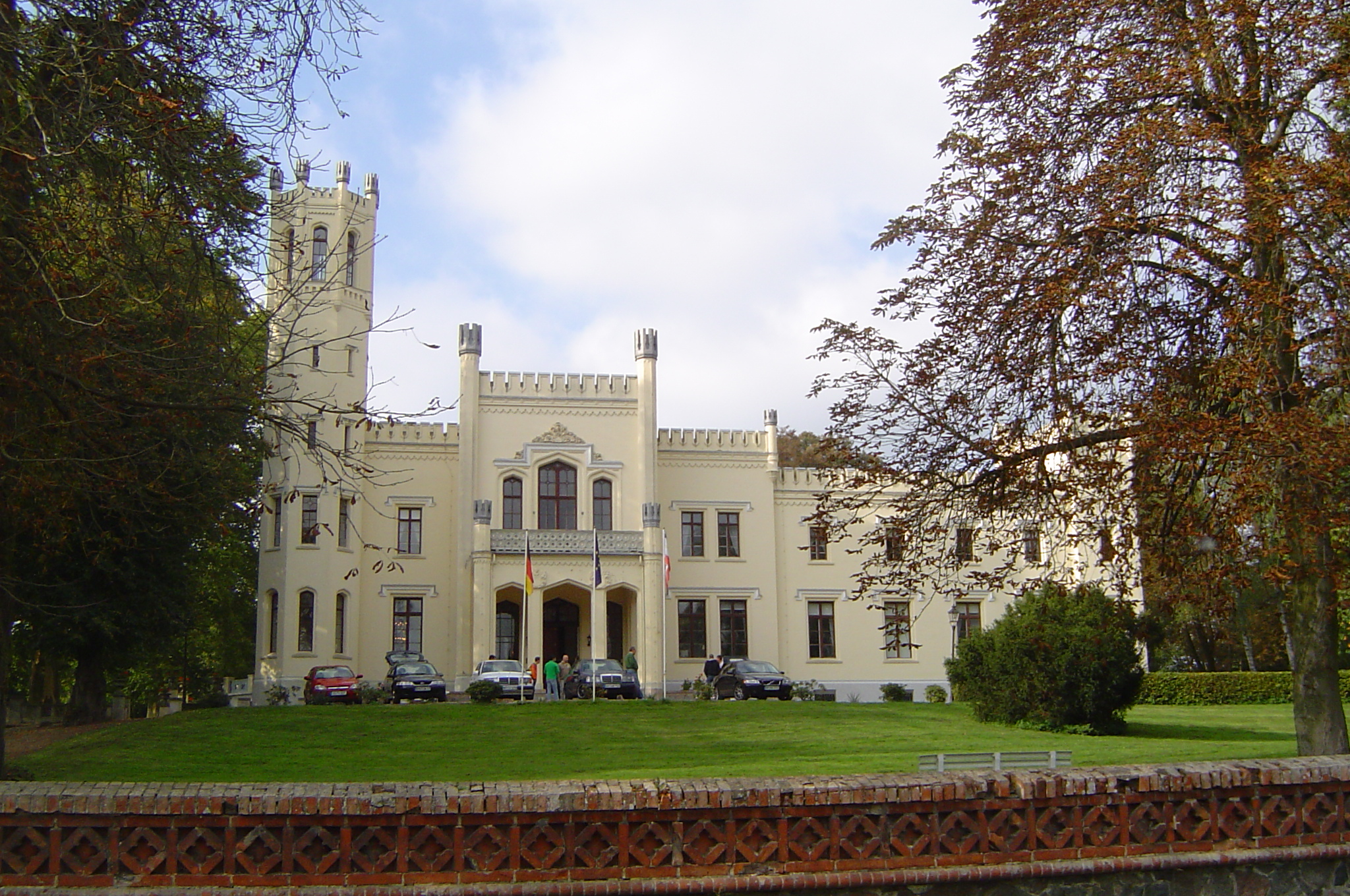
Schloss Kittendorf
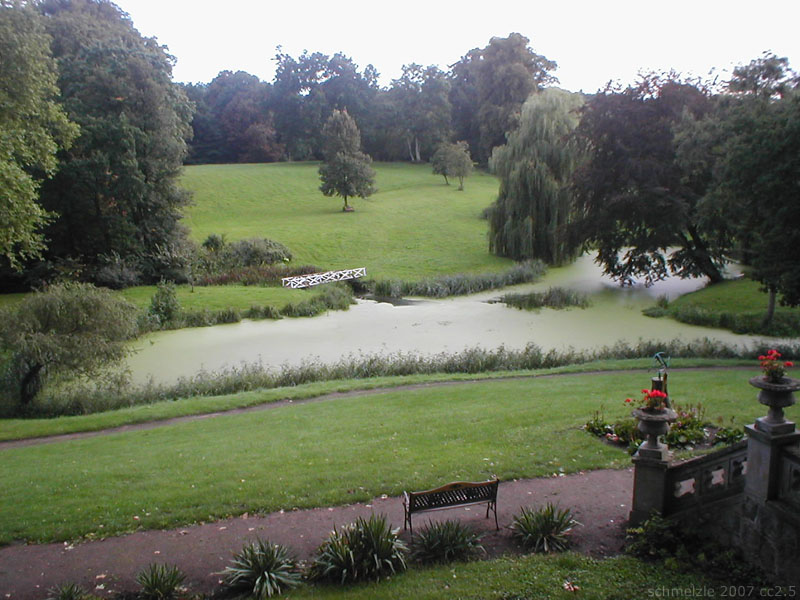
Lenné-Schlosspark in Kittendorf
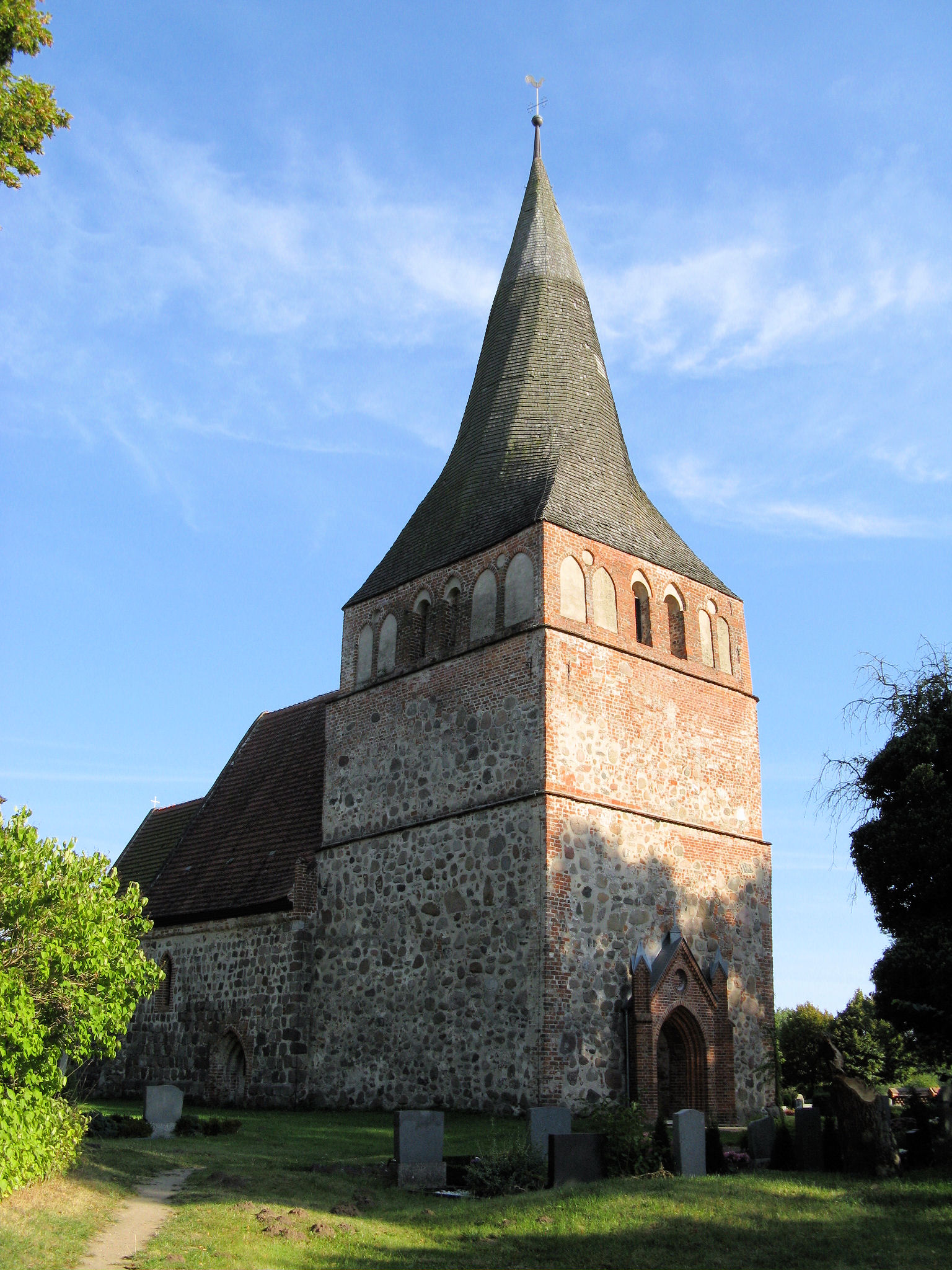
Kirche in Kittendorf
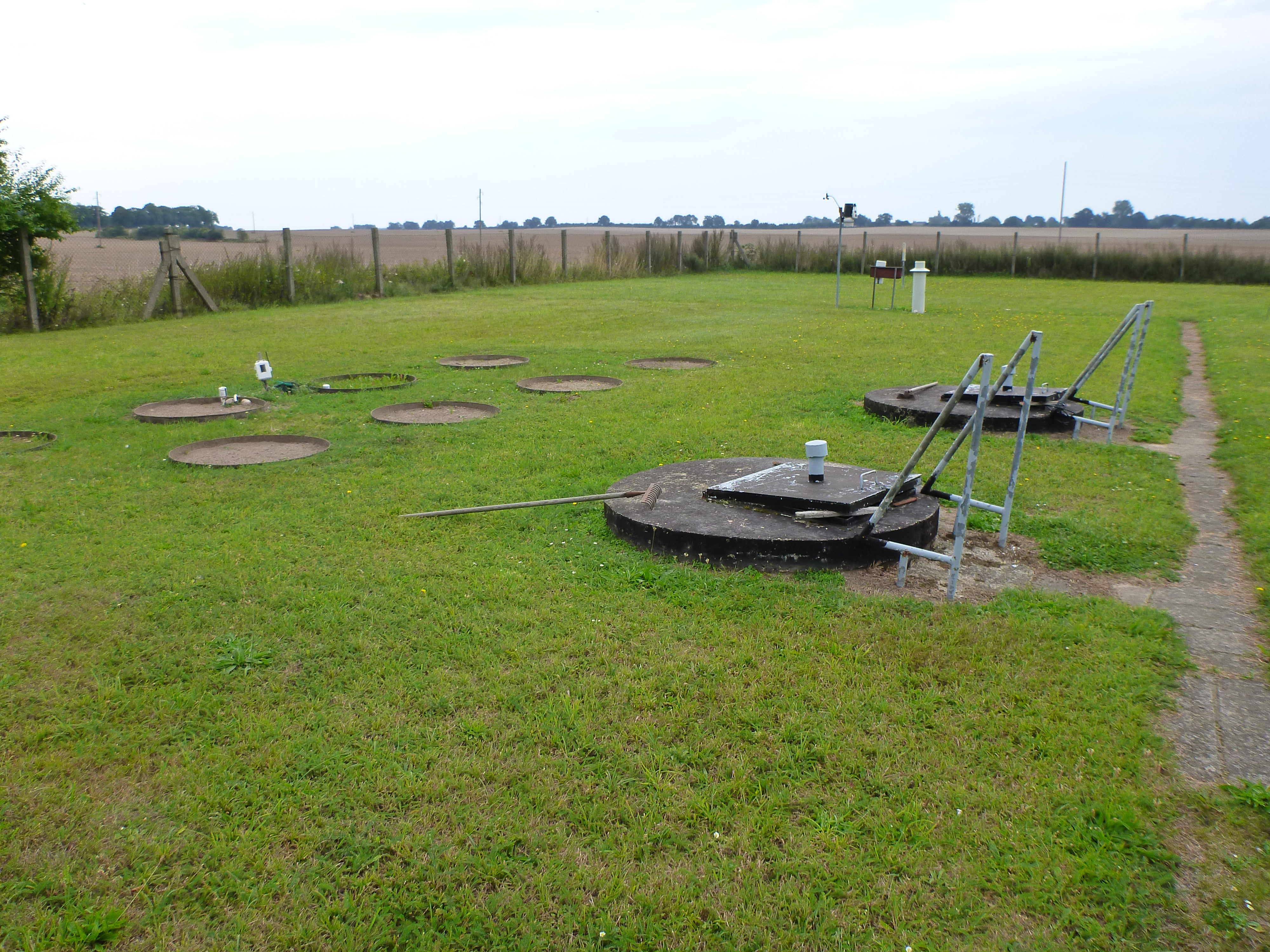
Lysimeterstation Kittendorf